# Pachycerina ninae
Pachycerina ninae är en tvåvingeart som beskrevs av Shatalkin 1996. Pachycerina ninae ingår i släktet Pachycerina och familjen lövflugor. Inga underarter finns listade i Catalogue of Life.